# ألفا-بينين
ألفا-بينين هو مركب عضوي من مجموعة التربينات، وهو واحد من إيزومرين بينين. وهو عبارة عن ألكين يحتوي على حلقة تفاعلية رباعية. توجد في زيوت العديد من أنواع الأشجار المخروطية ولا سيما الصنوبر. يوجد أيضًا في الزيت العطري لإكليل الجبل والندغ. كلا المصاوغين معروفان في الطبيعة؛ (1 S، 5 S ) - أو ( − ) -α-pinene أكثر شيوعًا في أشجار الصنوبر الأوروبية، في حين أن (1 R، 5 R ) - أو (+) - α-isomer أكثر شيوعًا في أمريكا الشمالية. يوجد المزيج الراسيمي في بعض الزيوت مثل زيت الأوكالبتوس وزيت قشر البرتقال.

## التفاعلية
الحلقة الرباعية في ألفا بينين 1 تجعلها هيدروكربون تفاعلي وعرضة لإعادة ترتيب الهيكل العظمي مثل إعادة ترتيب واغنر-ميروين. على سبيل المثال محاولات التميه أو إضافة هاليد الهيدروجين الألكين تؤدي عادةً إلى إعادة ترتيب المنتجات. مع حامض الكبريتيك المركز والإيثانول فإن النواتج الرئيسية هي تربينول 2 وإيثيل إيثر 3، بينما يعطي حمض الأسيتيك الجليدي إستر الأسيتات المقابل 4. مع الأحماض المخففةيصبح تربين هيدرات 5 المنتج الرئيسي.
مع مكافئ مول واحد من كلوريد الهيدروجين اللامائي يمكن تكوين منتج الإضافة البسيط 6 أ عند درجة حرارة منخفضة في وجود ثنائي إيثيل الإيثر ولكنه غير مستقر للغاية. في درجات الحرارة العادية أو في حالة عدم وجود إيثر يكون المنتج الرئيسي هو كلوريد البورنيل 6 ب، جنبًا إلى جنب مع كمية صغيرة من كلوريد فينشل 6 ج. لسنوات عديدة أُشير إلى 6 ب (يُطلق عليه أيضًا «الكافور الاصطناعي») باسم «هيدروكلوريد بينين»، حتى تم التأكد من تطابقه مع كلوريد البورنيل المصنوع من الكامفين. إذا استُخدِم المزيد من حمض الهيدروكلوريك فإن ليمونين هيدروكلوريد هو المنتج الرئيسي مع بعض 6 ب. يؤدي كلوريد النتروزيل متبوعًا بقاعدة إلى أكسيم 8 الذي يمكن اختزاله إلى «بنيل أمين» 9. كلا المكونين 8 و 9 عبارة عن مركبات مستقرة تحتوي على حلقة مكونة من أربعة أعضاء سليمة، وقد ساعدت هذه المركبات بشكل كبير في تحديد هذا المكون المهم من الهيكل بينين.
مجموعة متنوعة من الكواشف مثل اليود أو PCl 3 تسبب الأرمتة مما يؤدي إلى تكون كايمين 10. 
تحت ظروف الأكسدة الهوائية تكون منتجات الأكسدة الرئيسية هي أكسيد البينين وفيربينيل هيدروبيروكسيد وفيربينول وفيربينون.

## دور الغلاف الجوي
ينبعث التربين الأحادي -الذي يعتبر ألفا بينين أحد أنواعه الرئيسية- بكميات كبيرة من الغطاء النباتي، وتتأثر هذه الانبعاثات بدرجة الحرارة وشدة الضوء. في الغلاف الجوي يخضع ألفا بينين لتفاعلات مع الأوزون أو جذر الهيدروكسيل أو جذر النترات، مما يؤدي إلى الأنواع منخفضة التطاير التي تتكثف جزئيًا على الهباء الجوي الموجود وبالتالي تولد الهباء العضوي الثانوي. وقد وُضِّح ذلك في العديد من التجارب المعملية للتربينات الأحادية والأحادية النصفية. منتجات ألفا بينين التي حُدِّدت صراحة هي بينالديهيد ونوربينونالديهيد وحمض البينيك وحمض البينونيك وحمض البيناليك.

## الخصائص والاستخدامات
يتوفر ألفا بينين بيولوجيًا بدرجة عالية مع امتصاص رئوي بشري بنسبة 60% مع التمثيل الغذائي السريع أو إعادة التوزيع. يُعد ألفا بينين مضاد للالتهابات عبر بروستاغلاندين E1 ومن المحتمل أن يكون مضادًا للميكروبات. يُظهر نشاطًا كمثبط إستيراز الأسيتيل كولين مما يساعد على تقوية الذاكرة. وكبورنيول وفيربينول وبينوكارفيول فإن ألفا بينين هو مُعدِّل إيجابي لمستقبلات غابا-أ. يعمل في موقع ارتباط البنزوديازيبين.
يُعد ألفا بينين واحدًا من العديد من التربينات والتربينويدات الموجودة في نباتات القنب. هذه المركبات موجودة أيضًا بمستويات كبيرة في تحضير زهرة القنب المجفف النهائي المعروف باسم المرجوانا. يعتقد العلماء وخبراء القنب على نطاق واسع أن هذه التربينات والتربينويدات تساهم بشكل كبير في «الشخصية» الفريدة للتأثيرات الفريدة لكل سلالة من سلالات الماريجوانا. يُعتقد أن ألفا بينين على وجه الخصوص يقلل من عجز الذاكرة الذي يُبلَّغ عنه بشكل شائع كأثر جانبي لاستهلاك THC. من المحتمل أن يقوم بهذا النشاط بسبب عمله كمثبط لأستيل كولين إستراز وهي فئة من المركبات التي من المعروف أنها تساعد الذاكرة وتزيد من اليقظة.
يساهم ألفا بينين أيضًا بشكل كبير في العديد من سمات الرائحة المتنوعة والمتميزة والفريدة من نوعها للعديد من سلالات ومستنبتات وأصناف المرجوانا.